# Portglenone
Portglenone (Iers: Port Chluain Eoghain) is een plaats in het Noord-Ierse district Ballymena. Portglenone telt 1191 inwoners. Van de bevolking is 52,6% protestant en 47,1% katholiek.